# Gomena

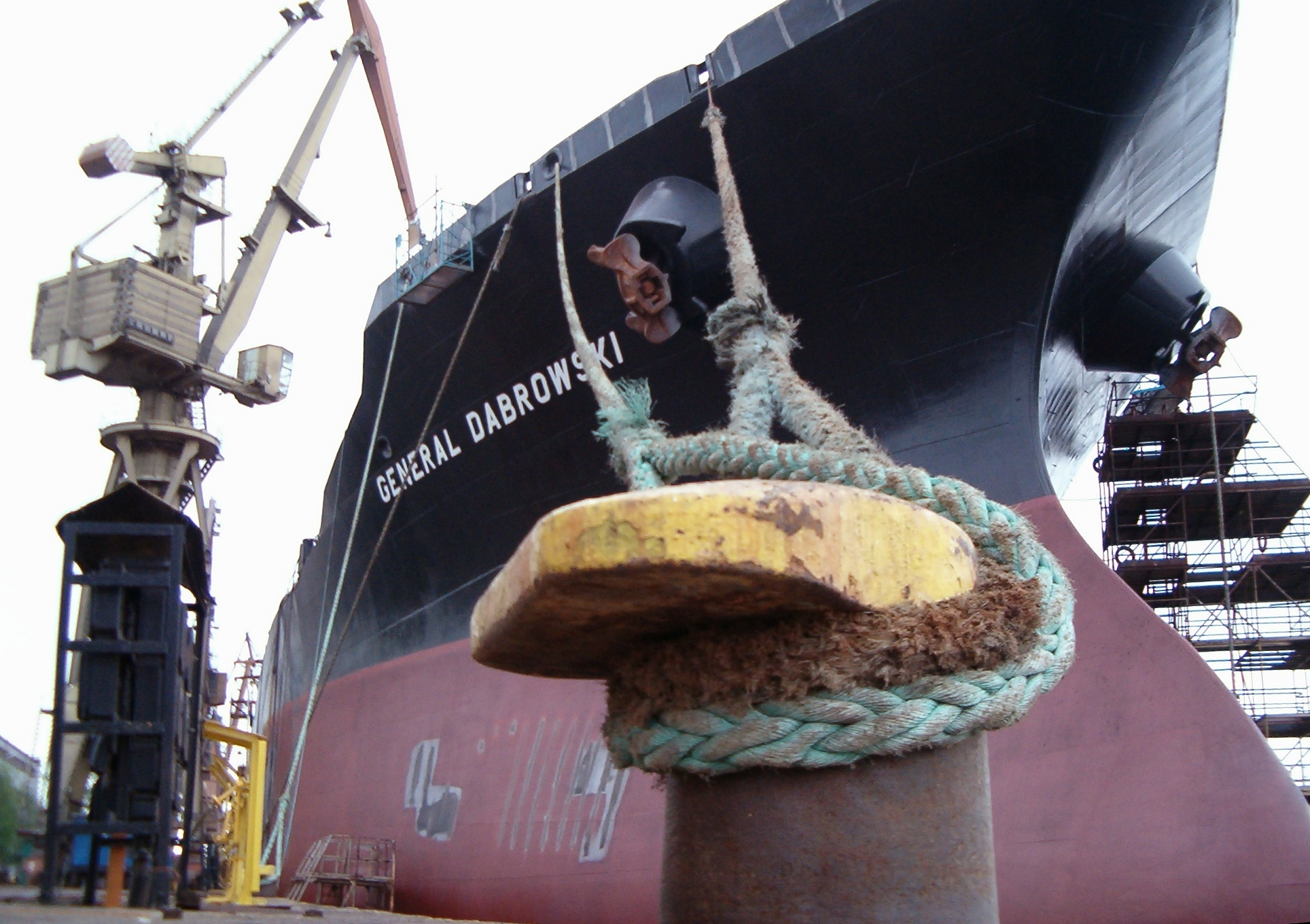
Gomena e bitta

Gómena è il termine nautico con cui si indica una cima, di adeguata sezione, destinata all'ormeggio delle imbarcazioni. È anche un'unità di misura (in inglese, cable) che corrisponde a 1/10 di miglio nautico, cioè a 185 m. La gomena è un cavo torticcio di canapa a grande sezione. Nella marineria moderna è stata sostituita dai cavi sintetici molto più economici e di pari prestazioni se non superiori, che prendono il nome dall'uso che se ne fa, ad esempio: cavo di ormeggio, cavo di rimorchio, di tonneggio, ecc.